# Бебич, Лука
 Лука Бебич  (хорв. Luka Bebić; 21 августа 1937, с. Десна около Меткович, Хорватия) — хорватский политический деятель, бывший председатель парламента Хорватии.

## Биография
Окончил агрономический факультет сараевского университета (диплом инженера агрономии) и факультет последипломного образования в Загребе.
Свою политическую карьеру начал с членства в коммунистической партии в своём родном крае. С сентября 1989 года член ХДС. До 1990 года работал на хозяйственно-политических должностях в Метковиче. В период с 1990 года занимал ряд партийных и политических должностей. С 1990 по 1998 год был членом ЦК, а в ряде случаев и Президиума ХДС. Был министром обороны с 31 июля до 18 сентября 1991 года. Исполнял обязанности командующего Хорватской национальной гвардии. До 1992 года — Председатель Совета общин хорватского парламента. С 1991 по 1998 года — член Высшего Государственного Совета. В 1992—1996 годах — Председатель Совета национальной безопасности парламента Хорватии. В 1996 году — Начальник Управления национальной безопасности. С 1996 по 1998 год — советник президента по национальной безопасности. Шесть раз подряд избирался депутатом парламента Хорватии. В пятом созыве (2003—2008 года) занимал должность заместителя председателя парламента, также с 2003 года возглавляет парламентскую фракцию ХДС.
11 января 2008 года на первом пленарном заседании шестого созыва хорватского парламента Бебич был избран Председателем, вместо Владимира Шекса.
Лука Бебич имеет воинское звание генерал-майора запаса. Пассивно владеет итальянским и русским языками.
Женат, отец двоих детей. Увлекается выращиванием оливок и гибридов мандаринов и апельсинов, а также рыбалкой.